# 圣让卡普费拉
圣让卡普费拉（法語：Saint-Jean-Cap-Ferrat，法語發音：[sɛ̃ ʒɑ̃ kap fɛʁa]），又称费拉角圣让，是法国滨海阿尔卑斯省的一个市镇，属于尼斯区。圣让卡普费拉位于费拉角，毗邻滨海博略和滨海自由城，其宁静而温暖的气候使它成为欧洲贵族和国际百万富翁喜爱的度假胜地。

## 地理
圣让卡普费拉（43°41'16"N, 7°20'3"E）面积2.48 平方千米，位于法国普罗旺斯-阿尔卑斯-蓝色海岸大区滨海阿尔卑斯省，该省份为法国东南部沿海省份，南濒地中海，西南至瓦尔省，西北接上普罗旺斯阿尔卑斯省，北部和东部与意大利接壤。
与圣让卡普费拉接壤的市镇（或旧市镇、城区）包括：滨海博略、滨海自由城。
圣让卡普费拉的时区为UTC+01:00、UTC+02:00（夏令时）。

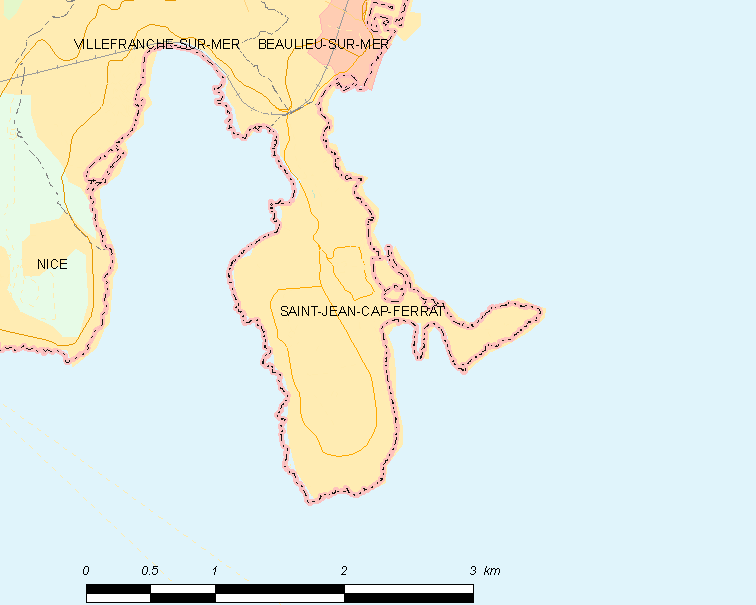
圣让卡普费拉的OSM定位图

## 行政
圣让卡普费拉的邮政编码为06230，INSEE市镇编码为06121。

## 政治
圣让卡普费拉所属的省级选区为博索莱伊县。

## 人口

1962-2008年间圣让卡普费拉人口变化图示

圣让卡普费拉于2022年1月1日时的人口数量为1476人。